# Фторкарлтонит
Фторкарлтонит — минерал из группы силикатов. Открыт иркутскими учёными из Института геохимии им А.П. Виноградова СО РАН и ИРНИТУ Екатериной Каневой и Татьяной Радомской.

## Описание
Фторкарлтонит был найден на границе Иркутской области и Якутии в чароитовой породе Мурунского месторождения. Имеет необычную расцветку — для фторкарлтонита характерна красивая окраска с богатой палитрой оттенков — от светло-голубого до темно-голубого. Первооткрыватели надеются, что минералом в первую очередь заинтересуются ювелиры и камнерезы.
Минерал имеет химическую формулу KNa4Ca4Si8O18(CO3)4F•H2O и относится к группе силикатов со слоистой структурой. Фторкарлтонит встречается в чароитовой породе совместно с другими минералами — фиолетовым чароитом, серо-зеленым пектолитом, бледно-розовым апофиллитом и темно-зеленым пироксеном.
Минералу дали название «фторкарлтонит» — он оказался структурным аналогом минерала карлтонита, но отличается от него преобладанием в своем составе элемента фтора.
Открытие нового минерала подтверждено на заседании комиссии Международной минералогической ассоциации (IMA CNMNC).
На этот момент единственный доступный для публики образец этой редчайшей находки хранится в Минералогическом музее ИРНИТУ.